# Kai Havertz
Kai Havertz (Aachen, 1999. június 11. –) német válogatott labdarúgó, az Arsenal játékosa.

## Pályafutása

### Klubcsapatokban

#### Fiatal évei
2003 és 2009 között az Alemannia Mariadorf korosztályos csapataiban lépett pályára, majd egy rövid időt ezután eltöltött az Alemannia Aachen akadémiáján. 2010-ben csatlakozott a Bayer Leverkusen utánpótlás csapataihoz. Az U17-es korosztályos bajnokságban 53 tétmérkőzésen lépett pályára és ezeken a találkozókon 26 gólt jegyzett.

#### Bayer Leverkusen
2016. augusztus 12-én hosszútávú szerződést kötött vele a klub. Részt vett az osztrák Zell am See és Kaprun városaiban tartott nyári edzőtáboron az első csapattal. Szeptember 10-én ülhetett első alkalommal le a kispadra a bajnokságban a Hamburger SV ellen. Október 15-én a Werder Bremen ellen a 83. percben Charles Aránguiz cseréjeként mutatkozott be a 2–1-re elvesztett bajnoki találkozón. 17 évesen és 126 naposan a klub legfiatalabb pályára lépő játékosa lett a Bundesligában, valamint az élvonal történelmében ezen a listán a 7. helyet érte el. Tíz nappal később a kupában is bemutatkozott, a harmadosztályú Sportfreunde Lotte ellen büntetőpárbajban elvesztett mérkőzésen a 101. percben Stefan Kießling helyére cserélte be Markus Krösche. November 2-án az UEFA-bajnokok ligájában az angol Tottenham Hotspur klubja ellen debütált a sorozatban, a 86. percben a sérülést Charles Aránguiz helyén.
2017. április 2-án megszerezte első bajnoki gólját a VfL Wolfsburg ellen, valamint gólpasszt is jegyzett a 3–3-ra végződő találkozón. A klub történelmének legfiatalabb gólszerzője lett, megelőzve csapattársát Julian Brandt. Május 6-án az Ingolstadt ellen második bajnoki gólját is megszerezte, a mérkőzés 1–1-s döntetlennel ért végett. Május 20-án az utolsó fordulóban a Hertha BSC ellen duplázott, ezzel ő lett a Bundesliga történetének második legfiatalabb duplázó játékosa Timo Werner mögött.
2017. július 3-án meghosszabbították a szerződését 2022-ig. Október 21-én három gólpasszt osztott ki a Borussia Mönchengladbach ellen 5–1-re megnyert bajnoki mérkőzésen. December 8-án a VfB Stuttgart csapata ellen 2–0-ra megnyert mérkőzésen csapata első gólját szerezte meg, amivel az élvonalban szerzett bajnoki góljainak száma 5 lett, minden idők harmadik legfiatalabb játékosaként érte ezt el. 2018. február 6-án a kupában is megszerezte első találatát a Werder Bremen ellen. A hónap végén a bajnokságban a Hamburger SV ellen szezonbeli második élvonalbeli gólját lőtte be. Április 9-én a szezon negyedig gólját is megszerezte tétmérkőzésen az RB Leipzig ellen, Leon Bailey beadott labdáját a tizenhatosról lőtte a kapu jobb oldalába. Öt nappal később az Eintracht Frankfurt ellen két gólpasszal ünnepelte meg 50. élvonalbeli mérkőzését, amivel újabb rekordot döntött meg.
2018. szeptember 20-án a Ludogorec Razgrad elleni Európa-liga mérkőzésen két gólt szerzett. Három nappal később az 1. FSV Mainz 05 ellen az ő góljával nyertek 1–0-ra, ezzel megszakították a három vereségből álló rossz bajnoki szériájukat. Október 4-én a Kítion Lárnakasz ellen 4–2-re megnyert Európa-liga mérkőzésen gólt és gólpasszt jegyzett. Október 28-án az SV Werder Bremen otthonában 6–2-re nyert a Bayer Leverkusen csapata, melyben a 67. percben megszerezte első gólját a mérkőzésen, majd a 77. percben Sebastian Langkamp lábán megpattant közeli lövésével alakult ki a végeredmény. December 3-án a 13. forduló utolsó mérkőzésén 30. percben egy beadást követően az 1. FC Nürnberg védője Havertz elé fejelte a labdát, aki átemelte a labdát a hosszúba. A Max-Morlock-Stadionban megrendezett találkozó 1–1-s döntetlennel ért végett. A hónap végén a Hertha BSC ellen a 23. percben Rune Jarstein védelmi hibájából szerezte meg az első gólját a mérkőzésen, majd a 49. percben kialakította a 3–1-es végeredményt.
2019. január 26-án a VfL Wolfsburg ellen 3–0-ra megnyert bajnoki mérkőzésen a 44. percben tizenegyesből volt eredményes, ezzel 19 évesen 7 hónaposan és 16 naposan a legfiatalabb büntetőt értékesítő játék lett a Leverkusen történelmében. Február 8-án a Mainz ellen 5–1-re nyertek idegenben, ezen a mérkőzésen a 20. percben iratkozott fel a gólszerzők közé. Kilenc nappal később a Fortuna Düsseldorf ellen gólt szerzett és ezen a mérkőzésen lépett 75. alkalommal pályára az élvonalban, amivel Julian Draxler mögött a második legfiatalabb lett. Március 10-én a Hannover 96 ellen 3–2-re megnyert bajnoki mérkőzésen ő szerezte a 87. percben a Leverkusen győztes találatát. Április 6-án az RB Leipzig ellen a 11. percben büntetőből volt eredményes, majd a 23. percben ismét eredményes volt és ezzel 12. gólját szerezte meg az első osztály jelenlegi kiírásában. 1973 óta ő a legfiatalabb futballista a német élvonalban, aki elérte ezt a számot. Egy héttel később a VfB Stuttgart csapata ellen 1–0-ra megnyert mérkőzésen büntetőből volt eredményes. Ezen a mérkőzésen lépett 100.  alkalommal pályára tétmérkőzésen, 19 esztendősen és 306 naposan. Április 26-án az FC Augsburg ellen idegenben 4–1-re nyert a Leverkusen, Kevin Volland pörgette a labdájából szerzett gólt a 48. percben. Május 5-én a bajnokság 32. fordulójában az Eintracht Frankfurt ellen 6–1-re megnyert mérkőzésen már a 2. percben eredményes volt. A következő fordulóban a Schalke ellen csapata egyetlen gólját szerezte az 1–1-re végződő találkozón. A szezon utolsó mérkőzésén Bayer Leverkusen 5–1-re legyőzte idegenben a Hertha BSC csapatát, a 28. percben a találkozó első gólját szerezte meg, miután Jonathan Tah harminc méteres labdát ívelt elé. A szezon során 20 gólt és 7 gólpasszt szerzett.
2019. augusztus 10-én a kupában az Alemannia Aachen ellen volt először eredményes a 2019–20-as idényben. Egy héttel később a bajnokság 1. fordulójában is eredményes tudott lenni a Paderborn ellen, amivel a legfiatalabb játékos lett, aki elérte a 25 gólt a Bundesligában. Szeptember 28-án az Augsburg csapata ellen gólt és gólpasszt jegyzett a 3–0-ra megnyert találkozón. December 14-én 20 évesen, 6 hónaposan és 4 naposan ő lett a legfiatalabb labdarúgó a német első osztályban, aki elérte a 100 mérkőzést, ezt a címet Timo Wernertől vette el. Ezen a mérkőzésen az 1. FC Köln ellen léptek pályára és 2–0-ra kaptak ki a RheinEnergieStadionban. 2020. január 19-én a Paderborn csapata elleni találkozón gólt és gólpasszt jegyzett. Egy héttel később a Fortuna Düsseldorf ellen 3–0-ra megnyert mérkőzésen a 40. percben fejjel szerzett vezetést csapatának. Február 15-én az Union Berlin ellen 3–2-re megnyert mérkőzésen a 22. percben volt eredményes. Öt nappal később az Európa-ligában a portugál FC Porto ellen az 57. percben a jobb alsó sarokba lőtte a labdát és szerzett gólt. A mérkőzést 2–1-re nyerték meg haza pályán. Az egy héttel későbbi visszavágón egy gólt és két gólpasszt adott társainak, a mérkőzést 3–1-re nyerte meg a Leverkusen. Március 7-én az Eintracht Frankfurt csapata volt az ellenfelük és már a 4. percben eredményes tudott lenni a 4–0-ra megnyert bajnoki találkozón. Öt nappal később a skót Rangers ellen csapatkapitányként szerzett gólt. Május 18-án a Covid19-pandémia miatti bajnoki szünetet követő első mérkőzésén a Werder Bremen ellen a 28. percben fejelt az ötösön belülről a kapuba, miután egyedül hagyták a védők, majd a 33. percben ismét magára hagyták és egy szabadrúgást követően fejjel volt megint eredményes. A következő fordulóban a Borussia Mönchengladbach csapata ellen a 7. percben megszerezte a vezetést csapatának, majd az 58. percben büntetőből duplázott a 3–1-re megnyert bajnoki mérkőzésen. Május 29-én az SC Freiburg vendégeként léptek pályára és az 54. percben a hazai csapat védelmi hibáját kihasználva megszerezte a mérkőzés egyetlen gólját, ez volt a 35. gólja, és ezzel ő lett az első 21 éven aluli játékos aki leghamarabb elérte ezt a számot a Bundesligában. Június 17-én az 1. FC Köln ellen hazai pályán 3–1-re nyert a Bayer Leverkusen, csapata második gólját szerezte.

#### Chelsea

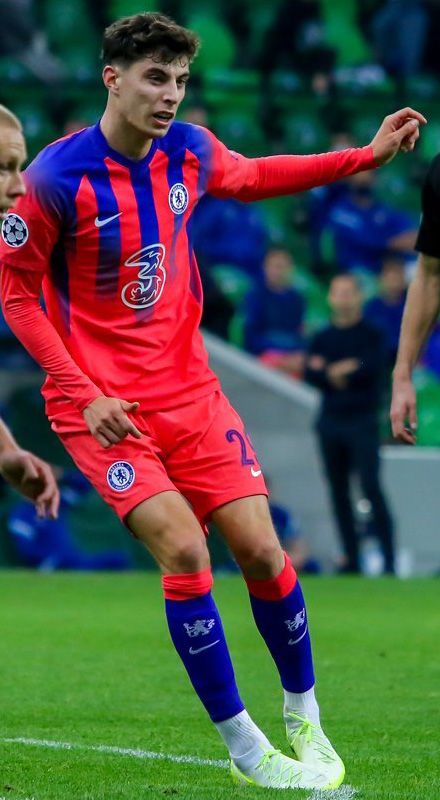
2020-ban a Chelsea színeiben.

2020. szeptember 4-én öt évre szóló szerződést írt alá a Chelsea-hez. A londoni klub 71 millió fontot fizetett érte a Leverkusennek. Szeptember 14-én debütált a Premier League 2020–21-es szezonjának első fordulójában a Brighton ellen, melyen 3–1 összesítésben, idegenben győzelmet arattak. Szeptember 23-án a ligakupában mesterhármast ért el a Barnsley elleni 6–0-s győzelem során. Október 17-én a Southampton ellen hazai pályán 3–3-ra végződő bajnoki mérkőzésen gólt szerzett. 2021. január 10-én a kupában góllal és gólpasszal mutatkozott be a Morecambe csapata ellen. Április 10-én a 8. percben megszerezte a vezetést csapatának a Crystal Palace ellen 4–1-re megnyert bajnoki találkozón. Május 1-jén duplázott a Fulham ellen 2–0-ra megnyert bajnoki találkozón. A mérkőzés 10. percében Mason Mount passzából volt először eredményes, majd a 49. percben Timo Werner átadásából szerezte meg a második gólt a találkozón. Május 29-én az UEFA-bajnokok ligája-döntőjében a 42. percben Mason Mount indította meg a félpályától, majd Edersont kicselezve az üres kapuba lőtt, ezzel a mérkőzés egyetlen gólját szerezte meg. A klub színeiben ez volt az első nemzetközi gólja és serlege.
2021. augusztus 11-én gólpasszt adott a győztes UEFA-szuperkupa-döntőjében Hakím Zíjesnek, majd a büntetőpárbajban kihagyta a maga tizenegyesét a Villarreal ellen. Augusztus 28-án a bajnokság 3. fordulójában a Liverpool elleni 1–1-re végződő mérkőzésen csapata egyetlen gólját szerezte meg. Október 20-án az UEFA-bajnokok ligájában a svéd Malmö ellen 4–0-ra megnyert mérkőzésen a 48. percben volt eredményes. Október 26-án a ligakupában a Southampton ellen büntetőpárbajban megnyert mérkőzésen gólt szerzett. November 6-án a bajnokság 11. fordulójában a Burnley ellen 1–1-re végződő mérkőzésen a 33. percben Reece Jame beadását fejelte a kapuba.
2022. január 5-én a ligakupában a Tottenham Hotspur ellen 2–0-ra megnyert mérkőzésen az 5. percben Marcos Alonso passzából 5 méterről lőtt a kapu felé és Dávinson Sánchez lábán megpattant, de őt könyvelték el a gólszerzőnek. Február 12-én a FIFA-klubvilágbajnokság döntőjében a brazil Palmeiras ellen a 117. percben büntetőből szerezte meg a mérkőzés győztes gólját. Február 22-én a francia Lille elleni Bajnokok Ligája nyolcaddöntőjének első mérkőzésén 2–0-ra nyertek, a 8. percben Hakím Zíjes bal oldalról érkező szögletét követően fejelt hat méterről a kapu irányába, a labda a földről pattant a jobb felső sarokba. Március 5-én duplázott a Burnley ellen 4–0-ra megnyert bajnoki mérkőzésen. Öt nappal később a Norwich City ellen a 90. percben ő alakította ki a 3–1-es győzelmet. Március 13-án a 89. percben szerzett góljával nyertek a Newcastle United ellen a bajnokságban.

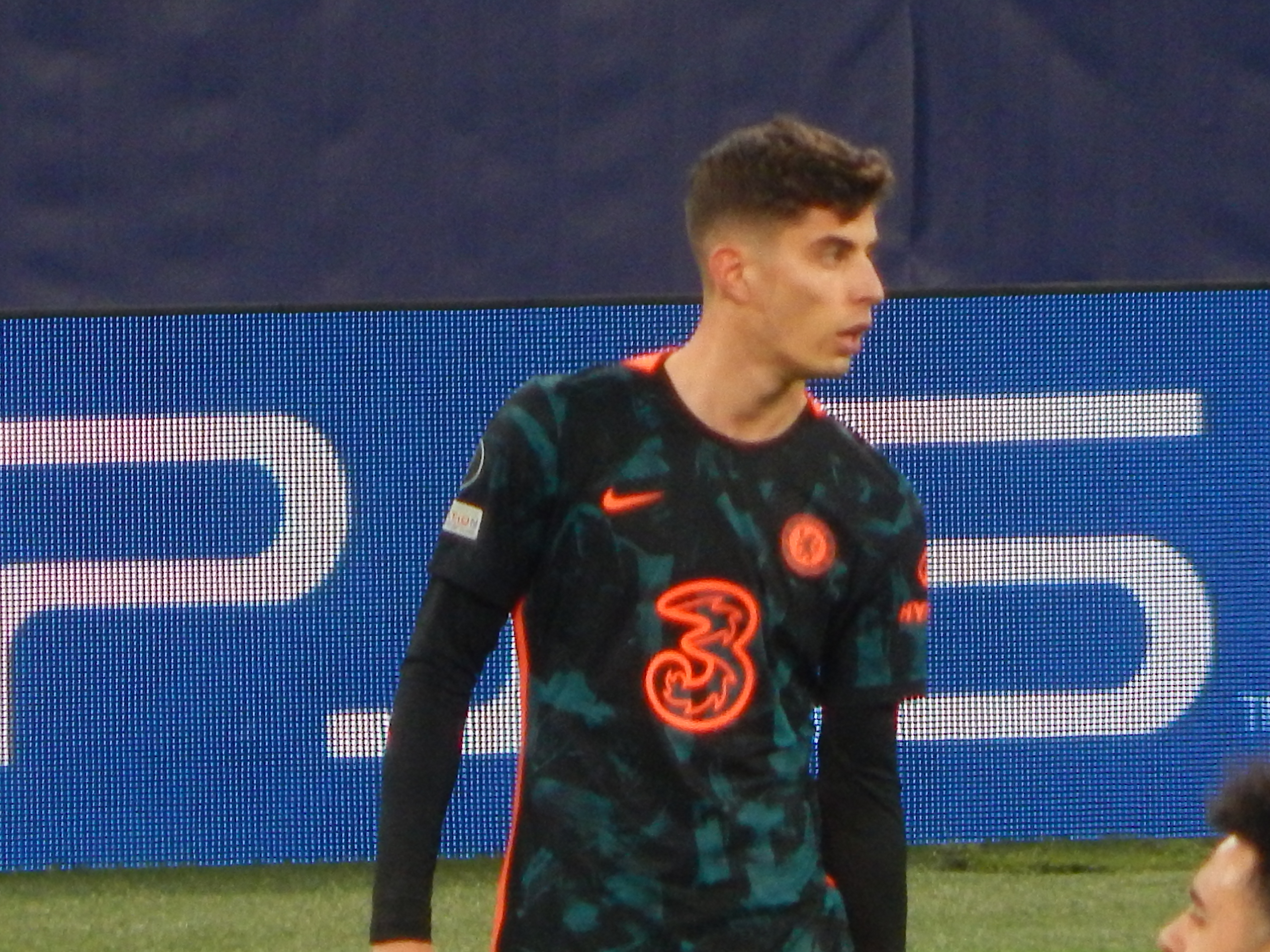
2021-ben a Zenyit ellen az UEFA-bajnokok ligájában.

Április 6-án a Real Madrid ellen 3–1-re elvesztett bajnokok ligája mérkőzésen a 40. percben Jorginho beadását követően hat méterről a bal sarokba fejelt. Három nappal később a Southampton ellen 6–0-ra megnyert bajnoki találkozón a 31. percben Timo Werner kapufájáról kipattant labdát passzolta az üres kapuba. Május 22-én a Watford ellen a 11. percben volt eredményes.
A 2022–23-as idény 5. fordulójában a West Ham United ellen 2–1-re megnyert bajnoki mérkőzésen a 88. percben szerezte meg csapatának a győztes találatot. Október 8-án a Wolverhampton Wanderers ellen közvetlen az első félidő vége előtt fejjel volt eredményes a 3–0-ra megnyert bajnoki találkozón. Október 25-én a bajnokok ligájában a Red Bull Salzburg ellen a 64. percben 18 méterről lőtt gólt, ezzel 2–1-re megnyerték a mérkőzést az angolok. Négy nappal később a 48. percben megszerezte csapata egyetlen gólját a Brighton ellen 4–1-re elvesztett mérkőzésen. December 27-én a Bournemouth ellen hazai pályán a 16. percben megszerezte a vezetést, majd gólpasszt adott Mason Mountnak a 2–0-ra megnyert bajnoki mérkőzésen. 2023. január 15-én a 64. percben megszerezte a győztes gólt a Crystal Palace elleni bajnoki mérkőzésen. Március 7-én a Borussia Dortmund ellen a 49. percben büntetőt ítélt a játékvezető, amit kapufára lőtt, de mivel a német csapat több játékosa is idő előtt befutott a tizenhatoson belülre, így Danny Makkelie újrarúgatta a büntetőt, amit második próbálkozásra belőtt. A mérkőzést a Chelsea 2–0-ra megnyerte és továbbjutott a Bajnokok ligája negyeddöntőjébe. Március 11-én idegenben 3–1-re nyertek a Leicester City ellen a bajnokságban, az első félidő hosszabbításának a 6. percében megszerezte csapatának a vezetést. Egy héttel később a 76. percben tizenegyesből volt eredményes az Everton ellen a 28. fordulóban.

#### Arsenal
2023. június 28-án az Arsenal hivatalosan is bejelentette a német játékos szerződtetését. Hosszú távú szerződést kötöttek, valamint 62 millió fontos vételárat fizettet a londoni klub, de különböző bónuszok formájában 3 millió fonttal tovább nőhet ez az összeg. A 29-es mezszámot kapta meg, mint az előző klubjában. Augusztus 6-án mutatkozott be tétmérkőzésen a Manchester City ellen tizenegyesekkel megnyert szuperkupa találkozón. Szeptember 30-án megszerezte a Bournemouth ellen az első bajnoki gólját az Arsenal színeiben, az 53. percben büntetőből a 4–0-ra megnyert találkozón. November 25-én a Brentford ellen 1–0-ra megnyert bajnoki találkozó 89. percében Bukayo Saka beadásából fejelt a kapuba. November 29-én az UEFA-bajnokok ligájában a francia RC Lens ellen 6–0-ra megnyert találkozón a 13. percben megszerezte a vezetést. December 5-én a Luton Town csapata elleni 4–3-ra megnyert idegenbeli mérkőzésen a 60. percben Gabriel Jesus passzából tudott eredményes lenni. December 17-én a bajnokság 17. fordulójában a Brighton ellen hazai pályán 2–0-ra megnyert mérkőzésen a 87. percben beállította a végeredményt. 2024. január 17-én a Burnley ellen idegenben 5–0-ra megnyert találkozón a 78. percben szerzett góljával kialakította a végeredményt. Február 24-én a 24. percben Gabriel Martinelli passzából öt méterről a hálóba passzolta a labdát a Newcastle United ellen 4–1-re megnyert mérkőzésen. Március 4-én a Sheffield United ellen idegenben 6–0-ra megnyert bajnoki mérkőzésen a 25. percben csapata negyedik gülját szerezte meg, valamint a Premier League történetének 150 000. találatát. Március 9-én a 86. percben Ben White beadását a kapuba fejelte az ötösról, ezzel kialakítva a 2–1-es győzelmet a Brentford ellen a bajnokság 28. fordulójában.
Április 6-án a Brighton & Hove Albion ellen 3–0-ra megnyert idegenbeli találkozón gólt és gólpasszt jegyzett. Április 23-án az 57. percben Martin Ødegaard passzát követően Marc Cucurella mellől emelt Djordje Petrovic fölött a kapuba a Chelsea ellen 5–0-ra megnyert bajnoki rangadón, majd a 65. percben is eredményes tudott lenni. Április 28-án az Észak-londoni derbin a Tottenham Hotspur ellen a Tottenham Hotspur Stadionban 3–2-re megnyert mérkőzésen a 27. percben gólpasszt adott Bukayo Sakának, majd a 38. percben Declan Rice szögletét követően fejjel volt eredményes. Május 19-én az Everton ellen a 89. percben győztes gólt szerzett a 2–1-re megnyert utolsó bajnoki mérkőzésen a szezon során, így a Manchester City mögött ezüstérmes lett a klub.
A 2024–25-ös idény 1. fordulójában a Wolverhampton Wanderers ellen 2–0-ra megnyert találkozó 25. percében Bukayo Saka beadásából fejjel volt eredményes, majd gólpasszt adott az angol játékosnak a 74. percben. Augusztus 31-én a Brighton & Hove Albionellen 1–1-re végződő bajnoki találkozón a 38. percben Bukayo Saka indítását követően lehagyta az ellenfél védelmét és Bart Verbruggen fölött a kapuba emelte a labdát. Szeptember 25-én a ligakupában a Bolton Wanderers ellen csereként lépett pályára és a 77. percben eredményes tudott lenni az 5–1-re megnyert találkozón. Három nappal később a bajnokságban a Leicester City ellen 4–2-re megnyert mérkőzésen a 99. percben az ő gólja állította be a végeredményt. Október 1-jén a francia Paris Saint-Germain ellen 2–0-ra megnyert bajnokok ligája mérkőzésen a 20. percben Leandro Trossard beadását öt méterről az üres kapu jobb alsó sarkába fejelte, ami az Arsenal 450. gólja volt Mikel Arteta írányítása alatt. Október 5-én a Southampton ellen 3–1-re megnyert bajnoki találkozón az 58. percben volt eredményes. Góljával ő lett az első olyan Arsenal-játékos Robin van Persie után, aki egymást követő hét hazai mérkőzésen betalált az ellenfelek hálójába. Október 30-án a Preston North End ellen az ligakupában az 57. percben 11 méterről fejelt Frederick Woodman kapujába a 3–0-ra megnyert mérkőzésen.
November 26-án a UEFA-bajnokok ligájában a portugál Sporting ellen idegenben 5–1-re megnyert találkozón a 22. percben Bukayo Saka passzából három méterről az üreskapuba helyezte a labdát. November 30-án a bajnokságban a West Ham United ellen a London Stadionban 5–2-re megnyert találkozón a 36. percben Max Kilman hibáját kihasználva szerezte meg csapata negyedik gólját. December 11-én a bajnokok ligájában az AS Monaco ellen 3–0-ra megnyert hazai találkozón a 88. percben beállította a végeredményt. December 21-én a 38. percben Gabriel Jesus fejesét követően a labda a kapufát találta el, de a kipattanót Havertz gólra váltotta az 5–1-re megnyert mérkőzésen a Crystal Palace ellen. December 27-én az Ipswich Town csapata ellen a 23. percben egy beadás után közelről volt eredményes az 1–0-ra megnyert mérkőzésen.
2025. január 18-án az 55. percben tudott eredményes lenni a 2–2-es döntetlennel záruló bajnoki találkozón az Aston Villa ellen. Január 22-én fejjel szerzett gólt a horvát Dinamo Zagreb ellen 3–0-ra megnyert Bajnokok Ligája-mérkőzésen. Február 2-án a 24. fordulóban a Manchester City ellen 5–1-re megnyert mérkőzésen a 76. paercben Gabriel Martinelli passzából John Stones mellett eltolta a labdát és 9 méterről, bal lábbal a jobb alsó sarokba lőve szerzett gólt.

### A válogatottban

#### Ifjúsági válogatottak
2014. november 11-én mutatkozott be a német U16-os válogatottban a cseh U16-os válogatott elleni barátságos mérkőzésen, az 57. percben váltotta Tom Baack. Részt vett a 2016-os U17-es labdarúgó-Európa-bajnokságon, ahol az elődöntőig jutottak, Ausztria ellen 4–1-re megnyert mérkőzésen második válogatott gólját szerezte meg. 2017. augusztus 31-én a svájci U19-es labdarúgó-válogatott ellen debütált az U19-es korosztályban, a 72. percben Dárdai Palkó cseréjeként. október 4-én négy gólt szerzett Fehéroroszország elleni 5–1-re megnyert selejtező mérkőzésen.

#### Felnőtt
2018. augusztus 29-én ülhetett először le a kispadra a felnőtt válogatottban, de Joachim Löw nem küldte pályára a Franciaország elleni 2018–2019-es UEFA Nemzetek Ligája mérkőzésen. Szeptember 9-én Peru ellen mutatkozott be a 88. percben Timo Werner cseréjeként. Ő lett az első 1999-ben született labdarúgó, aki bemutatkozott a nemzeti csapat színeiben. 2019. október 9-én Argentína ellen megszerezte első felnőtt válogatott gólját. Október 13-án Svájc elleni 3–3-ra végződő Nemzetek Ligája találkozó 55. percében gólt szerzett. 2021. március 25-én az Izland elleni világbajnok selejtező mérkőzésen 3–0-ra nyertek és csapata második gólját szerezte meg. 2021. május 19-én bekerült a 2020-as labdarúgó-Európa-bajnokságra utazó 26 fős német keretbe. Június 19-én Portugália ellen az Európa-bajnokság csoportkörének második fordulójában 4–2-re nyertek és az 51. percben ő maga is a kapuba talált. Június 23-án Magyarország ellen a 66. percben Joshua Kimmich szabadrúgásánál Gulácsi Péter rosszul helyezkedett, így Mats Hummels fejjel továbbított, majd Havertz fél méterről a kapuba fejelt. Október 11-én Észak-Macedónia ellen 4–0-ra megnyert világbajnoki-selejtezőn a mérkőzés első gólját szerezte meg. November 14-én Örményország ellen 4–1-re megnyert mérkőzésen a 15. percben volt eredményes.
2022. március 26-án Izrael ellen 2–0-ra megnyert barátságos mérkőzésen a 36. percben David Raum beadását fejelte e kapuba. Szeptember 26-án az angolok ellen 3–3-ra végződő Nemzetek Ligája-mérkőzésen duplázott. A 67. percben Timo Werner passzából 21 méterről lőtt gólt, majd a 87. percben kipattanóból volt eredményes. 2022. november 10-én bekerült a 2022-es labdarúgó-világbajnokságra utazó keretbe. December 1-jén Costa Rica elleni utolsó csoportmérkőzésen 4–2-re megnyert találkozón duplázott. 2023. június 12-én Ukrajna ellen 3–3-ra végződő felkészülési találkozón a 83. percben volt eredményes a német válogatott 1000. hivatalos mérkőzésén. November 18-án a Törökország ellen hazai pályán 3–2-re elvesztett mérkőzésen az 5. percben bal oldali védőként megszerezte a válogatottnak a vezetést. 2024. március 23-án Franciaország elleni felkészülési találkozón a 49. percben Jamal Musiala visszagurításából volt eredményes, ezzel 2–0-ra megnyerték a mérkőzést.
2024. május 14-én bekerült Julian Nagelsmann szövetségi kapitány ideiglenes keretébe, amely a 2024-es labdarúgó-Európa-bajnokságra utazik. Június 7-én a szűkítés során maradt a keretbe. Ugyanezen a napon a görög ellen 2–1-re megnyert felkészülési mérkőzésen az 55. percben Leroy Sané passzából 9 méterről ballal a bal alsóba lőve gólt szerzett. Június 14-én az Európa-bajnokság nyitómérkőzésén 5–1-re nyertek Skócia ellen, előbb gólpasszt adott Jamal Musialának, majd az első félidő végén tizenegyesből volt eredményes. Június 29-én a dánok ellen az 53. percben büntetőből szerezte meg a vezetést a 2–0-ra megnyert nyolcaddöntő mérkőzésen.
2024. szeptember 7-én a Nemzetek Ligájában a magyar válogatott ellen 5–0-ra megnyert hazai mérkőzésen a 82. percben tizenegyesből szerzett góljával alakította ki a végeredményt. November 16-án két gólpasszt és egy gólt szerzett Bosznia-Hercegovina ellen 7–0-ra megnyert Nemzetek Ligája mérkőzésen.

## Statisztika

### Klub
2025. február 2-én frissítve.
| Klub             | Szezon   | Bajnokság      | Bajnokság | Bajnokság | Kupa  | Kupa | Ligakupa | Ligakupa | Nemzetközi | Nemzetközi | Egyéb | Egyéb | Összesen | Összesen |
| Klub             | Szezon   | Bajnokság      | Mérk.     | Gól       | Mérk. | Gól  | Mérk.    | Gól      | Mérk.      | Gól        | Mérk. | Gól   | Mérk.    | Gól      |
| ---------------- | -------- | -------------- | --------- | --------- | ----- | ---- | -------- | -------- | ---------- | ---------- | ----- | ----- | -------- | -------- |
| Bayer Leverkusen | 2016–17  | Bundesliga     | 24        | 4         | 1     | 0    | —        | —        | 3          | 0          | —     | —     | 28       | 4        |
| Bayer Leverkusen | 2017–18  | Bundesliga     | 30        | 3         | 5     | 1    | —        | —        | —          | —          | —     | —     | 35       | 4        |
| Bayer Leverkusen | 2018–19  | Bundesliga     | 34        | 17        | 2     | 0    | —        | —        | 6          | 3          | —     | —     | 42       | 20       |
| Bayer Leverkusen | 2019–20  | Bundesliga     | 30        | 12        | 5     | 2    | —        | —        | 10         | 4          | —     | —     | 42       | 16       |
| Bayer Leverkusen | Összesen | Összesen       | 118       | 36        | 13    | 3    | 0        | 0        | 19         | 7          | 0     | 0     | 150      | 46       |
| Chelsea          | 2020–21  | Premier League | 27        | 4         | 5     | 1    | 1        | 3        | 12         | 1          | —     | —     | 45       | 9        |
| Chelsea          | 2021–22  | Premier League | 29        | 8         | 3     | 0    | 3        | 2        | 9          | 3          | 3     | 1     | 47       | 14       |
| Chelsea          | 2022–23  | Premier League | 35        | 7         | 1     | 0    | 1        | 0        | 10         | 2          | —     | —     | 47       | 9        |
| Chelsea          | Összesen | Összesen       | 91        | 19        | 9     | 1    | 5        | 5        | 31         | 6          | 3     | 1     | 139      | 32       |
| Arsenal          | 2023–24  | Premier League | 37        | 13        | 1     | 0    | 2        | 0        | 10         | 1          | 1     | 0     | 51       | 14       |
| Arsenal          | 2024–25  | Premier League | 21        | 9         | 1     | 0    | 3        | 2        | 7          | 4          | 0     | 0     | 32       | 15       |
| Arsenal          | Összesen | Összesen       | 58        | 22        | 2     | 0    | 5        | 2        | 17         | 5          | 1     | 0     | 83       | 29       |
| Összesen         | Összesen | Összesen       | 268       | 77        | 24    | 4    | 10       | 7        | 67         | 18         | 4     | 1     | 372      | 107      |

### A válogatottban
2024. november 16-án frissítve.
| Válogatott  | Szezon   | Mérk. | Gól |
| ----------- | -------- | ----- | --- |
| Németország | 2018     | 2     | 0   |
| Németország | 2019     | 5     | 1   |
| Németország | 2020     | 3     | 1   |
| Németország | 2021     | 13    | 5   |
| Németország | 2022     | 10    | 5   |
| Németország | 2023     | 9     | 2   |
| Németország | 2024     | 12    | 6   |
| Összesen    | Összesen | 54    | 20  |

### Válogatott góljai
2024. november 16-án frissítve.
| #  | Időpont             | Helyszín                                                    | Ellenfél            | Gólok | Eredmény | Kiírás                                     |
| -- | ------------------- | ----------------------------------------------------------- | ------------------- | ----- | -------- | ------------------------------------------ |
| 1  | 2019. október 9.    | Signal Iduna Park, Dortmund, Németország                    | Argentína           | 2–0   | 2–2      | Barátságos mérkőzés                        |
| 2  | 2020. október 13.   | RheinEnergieStadion, Köln, Németország                      | Svájc               | 2–2   | 3–3      | 2020–2021-es UEFA Nemzetek Ligája          |
| 3  | 2021. március 25.   | MSV-Arena, Duisburg, Németország                            | Izland              | 2–0   | 3–0      | 2022-es labdarúgó-világbajnokság-selejtező |
| 4  | 2021. június 19.    | Allianz Arena, München, Németország                         | Portugália          | 3–1   | 4–2      | 2020-as labdarúgó-Európa-bajnokság         |
| 5  | 2021. június 23.    | Allianz Arena, München, Németország                         | Magyarország        | 1–1   | 2–2      | 2020-as labdarúgó-Európa-bajnokság         |
| 6  | 2021. október 11.   | Toše Proeski Aréna, Szkopje, Észak-Macedónia                | Észak-Macedónia     | 1–0   | 4–0      | 2022-es labdarúgó-világbajnokság-selejtező |
| 7  | 2021. november 14.  | Hrazdan Stadion Köztársasági Stadion, Jereván, Örményország | Örményország        | 1–0   | 4–1      | 2022-es labdarúgó-világbajnokság-selejtező |
| 8  | 2022. március 26.   | Rhein-Neckar-Arena, Sinsheim, Németország                   | Izrael              | 1–0   | 2–0      | Barátságos mérkőzés                        |
| 9  | 2022. szeptember 26 | Wembley Stadion, London, Anglia                             | Anglia              | 2–0   | 3–3      | 2022–2023-as UEFA Nemzetek Ligája          |
| 10 | 2022. szeptember 26 | Wembley Stadion, London, Anglia                             | Anglia              | 3–3   | 3–3      | 2022–2023-as UEFA Nemzetek Ligája          |
| 11 | 2022. december 1.   | Al Bayt Stadion, Al-Hor, Katar                              | Costa Rica          | 2–2   | 4–2      | 2022-es labdarúgó-világbajnokság           |
| 12 | 2022. december 1.   | Al Bayt Stadion, Al-Hor, Katar                              | Costa Rica          | 3–2   | 4–2      | 2022-es labdarúgó-világbajnokság           |
| 13 | 2023. június 12.    | Weserstadion, Bréma, Németország                            | Ukrajna             | 2–3   | 3–3      | Barátságos mérkőzés                        |
| 14 | 2023. november 18.  | Olimpiai Stadion, Berlin, Németország                       | Törökország         | 1–0   | 2–3      | Barátságos mérkőzés                        |
| 15 | 2024. március 23.   | Parc Olympique Lyonnais, Lyon, Franciaország                | Franciaország       | 2–0   | 2–0      | Barátságos mérkőzés                        |
| 16 | 2024. június 7.     | Borussia-Park, Mönchengladbach, Németország                 | Görögország         | 1–1   | 2–1      | Barátságos mérkőzés                        |
| 17 | 2024. június 14.    | Allianz Arena, München, Németország                         | Skócia              | 3–0   | 5–1      | 2024-es labdarúgó-Európa-bajnokság         |
| 18 | 2024. június 29.    | Signal Iduna Park, Dortmund, Németország                    | Dánia               | 1–0   | 2–0      | 2024-es labdarúgó-Európa-bajnokság         |
| 19 | 2024. szeptember 7. | Merkur Spiel-Arena, Düsseldorf, Németország                 | Magyarország        | 5–0   | 5–0      | 2024–2025-ös UEFA Nemzetek Ligája          |
| 20 | 2024. november 16.  | Europa-Park Stadion, Freiburg, Németország                  | Bosznia-Hercegovina | 3–0   | 7–0      | 2024–2025-ös UEFA Nemzetek Ligája          |

## Sikerei, díjai

### Klub
- Chelsea
  - UEFA-bajnokok ligája: 2020–21[73]
  - UEFA-szuperkupa: 2021
  - FIFA-klubvilágbajnokság: 2021
- Arsenal
  - Angol szuperkupa: 2023

### Egyéni
- U17-es labdarúgó-Európa-bajnokság – A torna csapatának tagja: 2016[165]
- Fritz Walter-medál (U17) – ezüstérmes: 2016[166]
- Fritz Walter-medál (U19) – aranyérmes: 2018[167]
- A Bundesliga szezon csapatának tagja: 2018–19[168]
- A Bundesliga szezon csapatának tagja a Kicker-nél: 2018–19[169]
- Bundesliga – Hónap Játékosa: 2019 április, 2019 május,[170] 2020 május[171]
- Az Európa-liga szezon csapatának tagja: 2019–2020[172]